# Boeing KC-767
Boeing KC-767 je dvomotorni reaktivni leteči tanker ameriškega proizvajalca Boeing. Razvit je na podlagi potniškega Boeing 767-200ER. Lahko se uporablja tudi za prevoz potnikov ali tovora. KC-767 je bil izbran na razpisu za nov leteči tanker Ameriških letalskih sil (USAF), vendar so decembra 2003 pogodbo razveljavili, ker naj bi šlo za korupcijo. Kasneje je Boeing razvil KC-46, ki je prav tako zasnovan na podlagi 767. KC-46  je tekmoval proti Northrop Grumman KC-45 (predelan Airbus A330), februarja 2011 je bil izbran KC-46. KC-46 bo nasledil najstarejše Boeing KC-135 Stratotankerje. 

## Specifikacije (KC-767A)
Podatki iz KC-767A, Boeing 767-200ER specifications
Splošne karakteristike
- Posadka: 3: 2 pilota, 1 operater teleskopske cevi
- Število sedežev: Do 200 potnikov ali19 463L palet
- Dolžina: 159 ft 2 in (48,5 m)
- Razpon kril: 156 ft 1 in (47,6 m)
- Višina: 52 ft (15,8 m)
- Teža praznega letala: 181610 lb (82377 kg)
- Maks. vzletna teža: 395000 lb (186880 kg)
- Pogon letala: 2 × GE CF6-80C2 turbofan, 60200 lbf (268 kN) vsak
- Maks. količina goriva: 160660 lb (72877 kg)

 Zmogljivost 
- Maks. hitrost: Mach 0,86 (570 mph, 915 km/h)
- Potovalna hitrost: Mach 0,80 (530 mph, 851 km/h)
- Doseg: 6385 nmi (12200 km)
- Višina leta: 40100 ft (12200 m)